# 潘樂陶
潘樂陶，BBS，OBE（1940年9月14日—），香港商人，前律政司司長鄭若驊的丈夫，安樂工程的創辦人、董事會主席兼董事總經理。他也是香港工程院 (前稱: 香港工程科學院)前院長、香港工程師學會前會長、地球之友前董事局成員、前能源諮詢委員會前主席、前可持續發展委員會成員。現時，潘樂陶為順德聯誼總會鄭裕彤中學的校董會成員、香港機電工程商聯會會長及上海上市公司南京佳力圖董事（2003年起）。2019年7月12日，潘所創立之安樂工程在香港交易所上市。

## 背景
潘樂陶於1956年加入機電工程署，並於同年參加了當時機電署的第二屆學徒培訓計劃以學習電氣和空調技術。他同期到香港工業專門學院（香港理工學院及香港理工大學之前身）修讀3年制電機工程普通證書。當他1961年畢業後，他曾於一間國際企業公司工作，未幾遠赴倫敦工作和考取專業特許工程師資格。其後，他於1968年在英國結婚，翌年回港定居，先在Integrated Electronic Group的電達無線電廠及子公司任職總工程師（1969年至1973年），再在1973年至1975年擔任歐陸科儀(遠東)有限公司董事。1975年轉職太古集團總經理。及至1977年創辦安樂工程集團。在1988年，潘樂陶與家人移民至加拿大，且在1992年取得加拿大國籍。1998年至1999年，他出任香港工程師學會會長。又分別於2002年至2004年、2004年至2008年及2006年至2009年擔任英國機械工程師學會香港分部主席、香港能源工程師學會會長和美國能源工程師學會會長。
另一方面，他在1990年代中獲委以公職，擔任環境諮詢委員會委員（1998年至2005年）、能源諮詢委員會成員及主席（1996年起；2000年至2006年）、政策創新與統籌辦事處成員（2000年至2002年）、律師紀律審裁組成員（2001年至2007年）、水污染管制上訴委員會委員（2004年之前）、空氣污染管制上訴委員會委員（2004年之前）、可持續發展委員會委員（2003年至2009年）以及升降機及自動梯安全諮詢委員會（2013年至2015年）。2000年6月，潘樂陶曾競逐選舉委員會工程界分組界別選舉。
為表揚其對本地機械工程方面的貢獻，英女王伊利沙伯二世於1996年向他頒發英帝國官佐勳章。及後在2003年獲香港特別行政區政府頒授銅紫荊星章。潘樂陶在2006年香港選舉委員會界別分組選舉中當選為2007年行政長官選舉委員會委員。到了2011年11月獲其母校英國考文垂大學頒授榮譽科技博士學位。1年後獲英國蘭開夏中部大學頒授榮譽院士名銜。

## 家庭生活
潘樂陶與任職護士的前妻簡麗群於1968年1月6日在英國結婚，二人在1969年回香港。婚後育有兩女一子，包括長女潘穎欣（Karen）、兒子Richard及幼女Heather。1995年10月7日，21歲的幼女在美國因車禍身亡，長女受傷，當時負責駕駛的長女男朋友亦身亡。2000年9月，28歲的兒子Richard於薄扶林道富林苑住所露台墮樓自殺身亡。潘氏的婚姻後來破裂；前妻簡麗群於2008年發現潘樂陶與女下屬Queenie Law有婚外情。結果二人於2010年獲准離婚。
2016年12月29日，潘樂陶與鄭若驊在尖沙咀天際100登記結婚，主持婚禮的為前律政司司長、基本法委員會副主任梁愛詩，而後來成為運輸及房屋局局長的陳帆則為男方證婚人。

## 僭建風波
2018年1月9日，屋宇署到潘樂陶、鄭若驊夫婦位於海詩別墅的兩座獨立屋視察，發現共有九項僭建物，兩屋共僭建約1732平方呎。其中，潘樂陶持有的3號屋僭建物包括：
1. 一間天台屋，長3.5米、闊2.5米、高2.5米
2. 地下樓層有1個兩層高的外牆擴建物，長1米、闊5米、高7.5米
3. 地下車房對出有2個分別是8平方米及4平方平的玻璃簷篷
4. 地下樓層下有地庫，高約3.5米，面積約50平方米
5. 花園水池構築物，長5米、闊2.5米、高1米

同年12月21日，刑事檢控專員發表聲明，指參考獨立大律師意見、屋宇署證據和相關法例後，決定檢控3號屋業主潘樂陶僭建水池，違反香港法例《建築物條例》。
2019年4月23日，裁判官蘇惠德終裁定潘樂陶一項違反《建築物條例》票控罪名成立，罰款2萬元。

## 其他資料
2012年，潘樂陶被香港高等法院原訟法庭頒令支付其前妻簡麗群3.7億元贍養費。其前妻指出潘樂陶的信託基金具有約15億元資產，因為原審法官計算資產分配時犯了法律上的錯誤，所以她便上訴要求重新計算。2013年，高等法院原訟庭頒令潘樂陶要支付5.7億元贍養費。其後二人再上訴至終審法院，最終在2014年法院判處潘樂陶要支付7.7億元贍養費。
2013年，潘樂陶捲入澳門運輸工務司前司長歐文龍貪污案。歐文龍將路環污水處理站二期設計及建造執行合同等多項工程合約交予多間聯營公司。而其中一間聯營公司為安樂工程集團。貪污案中的安樂工程集團的前經理方鎮猷負責有關事宜而潘樂陶則被指牽涉其中。
2016年至2017年，水務署牛潭尾濾水廠及大埔濾水廠加設氯氣生產機組，被傳媒揭發全部未經公開招標，三項工程均判予潘乐陶的安乐工程及中国建筑国际—安乐联营，工程共值1.3億元，被指違反《物料供應及採購規例》中，逾700萬元的建造及工程服務一般須公開招標的規定；潘乐陶拒絕回應事件。水務署則回覆稱全部工程的批出「符合規定」。
2016年12月26日，他位於屯門大欖樂翠街海詩別墅3號的獨立屋遭賊人爆竊，損失合共總值約一萬三千元金幣及現金。2018年1月6日，記者發現其海詩別墅3號的獨立屋有多處懷疑違規僭建，包括：天台梯屋、地下外牆改建玻璃陽台、花園挖建水池、地下僭建樓梯（疑通往僭建地庫）。